# Occidozyga borealis
Occidozyga borealis é uma espécie de anfíbio da família Ranidae.
Pode ser encontrada nos seguintes países: Bangladesh, Butão, Índia, possivelmente China e possivelmente em Myanmar.
Os seus habitats naturais são: florestas subtropicais ou tropicais húmidas de baixa altitude, rios, marismas de água doce, marismas intermitentes de água doce e canals e valas.
Está ameaçada por perda de habitat.